# Guadalmellato
Le Guadalmellato est une rivière du sud de l'Espagne qui coule en Andalousie. C'est un affluent du fleuve Guadalquivir par sa rive droite.
Le fleuve naît dans le réservoir du même nom créé par les eaux des rivières Guadalbarbo, Cuzna et Varas. À partir du réservoir, la rivière coule vers le sud et se trouve de nouveau retenu dans le San Rafael de Navallana. Elle se jette ensuite dans le Guadalquivir près d'Alcolea. Sa longueur est de 110,5 km.

## Canal du Guadalmellato
Avant que le Guadalmellato ne se jette dans le Guadalquivir, une partie de son débit est déviée pour former un canal qui court parallèlement à la rivière. Ce canal passe près des localités d'Alcolea, El Sol et Los Amigos, et entre ensuite dans le centre-ville de Cordoue, qu'il traverse en passant par les quartiers de Brillante et Parque Figueroa. Le canal se termine près de Villarrubia.